# Gernsbach
Gernsbach (pronunciación en alemán: /ˈɡɛʁnsbax/ⓘ) es una ciudad alemana perteneciente al distrito de Rastatt, en el estado federado de Baden-Wurtemberg. 

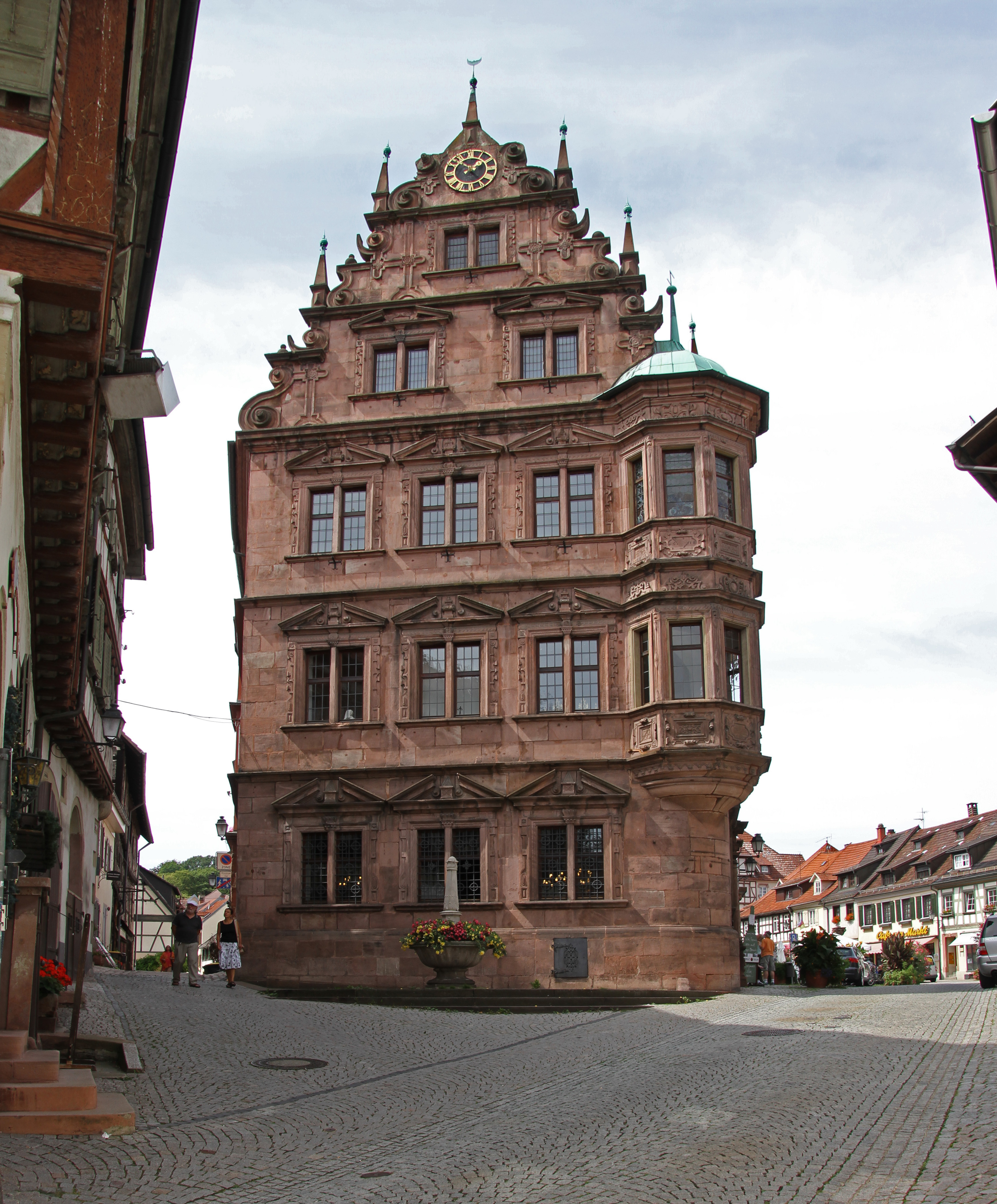
Antiguo ayuntamiento

Está ubicado en el valle del río Murg en la Selva Negra. Barrios son Scheuern, Staufenberg, Lautenbach, Obertsrot, Hilpertsau y Reichental con Kaltenbronn.

## Puntos de interés
- Castillo de Eberstein[3]